# 풍운 (영화)
풍운(風雲 雄覇天下, The Storm Riders)은 홍콩에서 제작된 류웨이창 감독의 1998년 액션, 판타지, 모험 영화이다. 곽부성 등이 주연으로 출연하였고 문준 등이 제작에 참여하였다.

## 출연

### 주연
- 곽부성
- 정이건

### 조연
- 치바 신이치
- 양공여
- 서기
- 사천화

## 제작진
- 원작자: 마영성
- 출품인: 추문회
- 미술: 하검웅
- 의상: 이벽군
- 무술: 디온 람
- 행정총지휘: 요봉평

## 한국어 더빙 성우진

### KBS (1999년 9월 24일)
- 김일 - 보경운 (곽부성)
- 김승준 - 섭풍 (정이건)
- 유강진 - 웅패 (치바 신이치)
- 오인성 - 진상 (사천화)
- 정옥주 - 공자 (양공여)
- 문선희 - 초초 (서기)
- 김영민 - 석무존 (장요양)
- 이재명 - 문호호 (정단서)
- 장승길 - 만사통 (여요상)
- 김태웅 - 우악 (윤양명)
- 이종구 - 검성 (황추생)
- 이봉준 - 보경천 (우영광)
- 박상훈 - 독고명 (주영당)
- 서광재 - 독수리 (이달초)

### MBC (2002년 8월 31일)
- 안지환 - 섭풍 (정이건)
- 송준석 - 보경운 (곽부성)
- 박조호 - 웅패 (치바 신이치)
- 박소라 - 소자 (양공여)
- 표영재 - 진상 (사천화)
- 장성호 - 흙보살 (여요상)
- 김호성 - 광대
- 황윤걸 - 우악
- 이종오 - 검성 (황추생)
- 김서영 - 초초 (서기)
- 김지영 - 여씨부인
- 최한 - 섭인왕 (방중신)
- 고성일 - 박쥐
- 이상훈 - 대사
- 채의진 - 섭인왕 아내
- 방성준 - 보경천 (우영광)

## 같이 보기
- 풍운 2
- 풍운결